# Джиньєзе

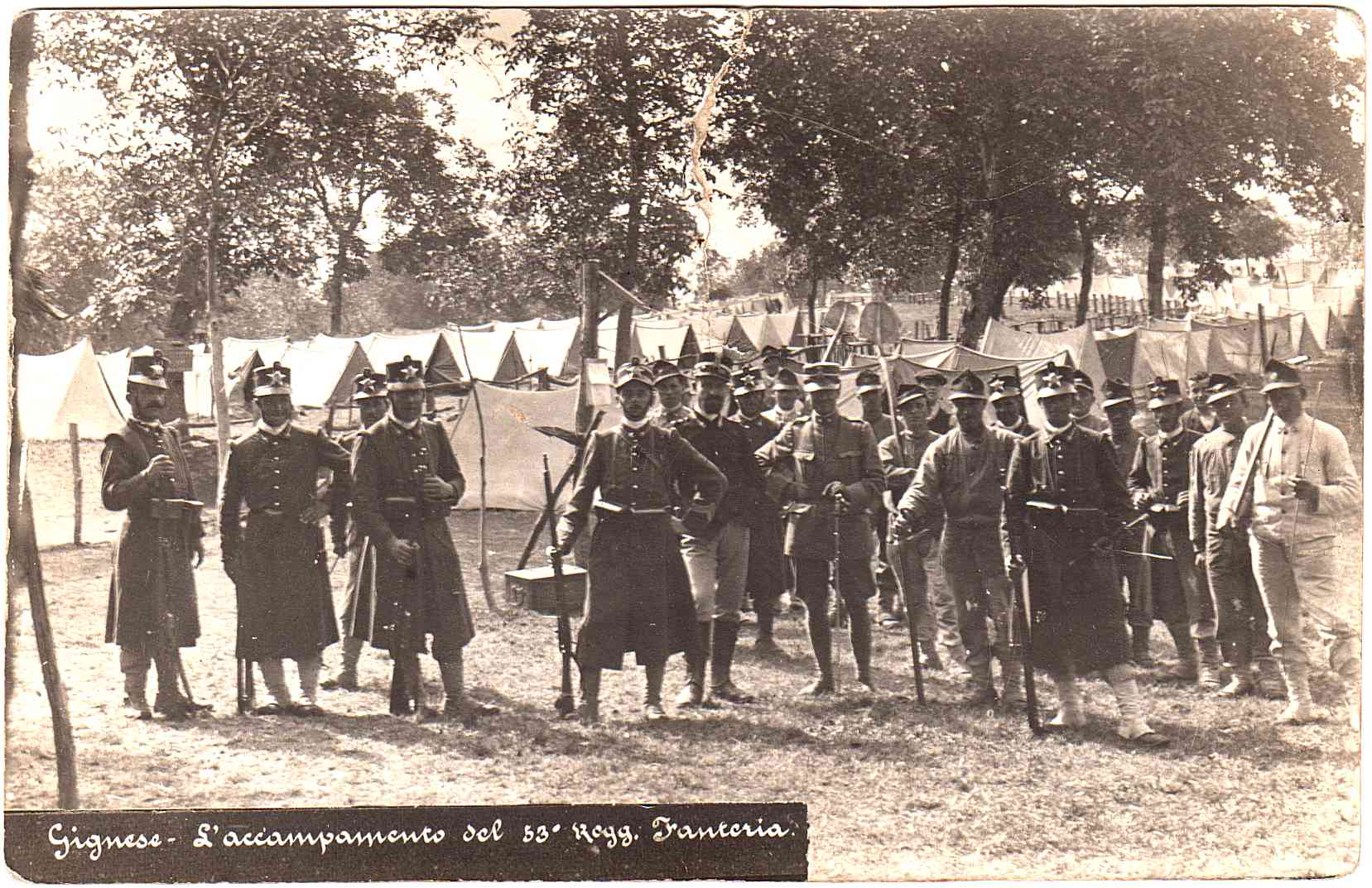
1915-1918-Gignese

Джиньєзе (італ. Gignese, п'єм. Gignés) — муніципалітет в Італії, у регіоні П'ємонт,  провінція Вербано-Кузіо-Оссола.
Джиньєзе розташоване на відстані близько 550 км на північний захід від Рима, 110 км на північний схід від Турина, 8 км на південь від Вербанії.
Населення — 977 осіб (2014).
Щорічний фестиваль відбувається 15 січня. Покровитель — San Maurizio.
До складу комуни Джін'єзе входять такі "фрацьйоні" (з іт.frazioni - дільниці):
- Альпіно,
- Нокко,
- Веццо.

## Демографія
Населення за роками:

Станом на 1 січня 2023 року в муніципалітеті офіційно проживало 116 іноземців з 26 країн, серед них 22 громадяни країн Євросоюзу та 16 громадян України.

## Сусідні муніципалітети
- Армено
- Бровелло-Карпуньїно
- Оменья
- Стреза